# Congoglanis
Congoglanis és un gènere de peixos pertanyent a la família dels amfílids i a l'ordre dels siluriformes.

## Hàbitat i distribució geogràfica
Són peixos d'aigua dolça, demersals i de clima tropical, els quals viuen a Àfrica: la conca del riu Congo, incloent-hi les cascades Boyoma, el llac Mweru i els rius Lukuga -emissari del llac Tanganyika-, Luapula, Aruwimi, Chambeshi, Luongo, Bomu, Kasai, Cuango, Lualaba, Ubangui i Uele a la República Centreafricana, la República del Congo, la República Democràtica del Congo, Angola i Zàmbia.

## Cladograma
| Congoglanis (Ferraris, Vari & Skelton, 2011) | \| \| Congoglanis alula (Nichols & Griscom, 1917)[27] \| \| \| \| \| \| Congoglanis howesi (Vari, Ferraris & Skelton, 2012)[28] \| \| \| \| \| \| Congoglanis inga (Ferraris, Vari & Skelton, 2011)[1] \| \| \| \| \| \| Congoglanis sagitta (Ferraris, Vari & Skelton, 2011)[1][29][30] \| \| \| \| |
|                                              | \| \| Congoglanis alula (Nichols & Griscom, 1917)[27] \| \| \| \| \| \| Congoglanis howesi (Vari, Ferraris & Skelton, 2012)[28] \| \| \| \| \| \| Congoglanis inga (Ferraris, Vari & Skelton, 2011)[1] \| \| \| \| \| \| Congoglanis sagitta (Ferraris, Vari & Skelton, 2011)[1][29][30] \| \| \| \| |
|                                              | Andersonia (Boulenger, 1900) |
|                                              | |
|                                              | Belonoglanis (Boulenger, 1902) |
|                                              | |
|                                              | Doumea (Sauvage, 1879) |
|                                              | |
|                                              | Phractura (Boulenger, 1900) |
|                                              | |
|                                              | Trachyglanis (Boulenger, 1902) |
|                                              | |
|                                              | Congoglanis alula (Nichols & Griscom, 1917) |
|                                              | |
|                                              | Congoglanis howesi (Vari, Ferraris & Skelton, 2012) |
|                                              | |
|                                              | Congoglanis inga (Ferraris, Vari & Skelton, 2011) |
|                                              | |
|                                              | Congoglanis sagitta (Ferraris, Vari & Skelton, 2011) |
|                                              | |

|  | Congoglanis alula (Nichols & Griscom, 1917)          |
|  |                                                      |
|  | Congoglanis howesi (Vari, Ferraris & Skelton, 2012)  |
|  |                                                      |
|  | Congoglanis inga (Ferraris, Vari & Skelton, 2011)    |
|  |                                                      |
|  | Congoglanis sagitta (Ferraris, Vari & Skelton, 2011) |
|  |                                                      |

## Estat de conservació
Congoglanis alula n'és l'única espècie que apareix a la Llista Vermella de la UICN.